# Bertil Lindblad
Bertil Lindblad (* 26. November 1895 in Örebro; † 25. Juni 1965 in Saltsjöbaden außerhalb von Stockholm) war ein schwedischer Astronom und Entwickler der Dichtewellentheorie.

## Werk
Ab 1927 war er Professor und Astronom der Königlich Schwedischen Akademie der Wissenschaften und Direktor der Stockholmer Sternwarte.
Lindblad lieferte wichtige Beiträge zur Leuchtkraftbestimmung von Sternen. Er forschte vor allem über die Rotation unseres Milchstraßensystems und zum Aufbau der Galaxien. 1925 stellte er die Hypothese der Rotation unserer Galaxie vor. Dies wurde 1927 von Jan Hendrik Oort und seinen Kollegen bestätigt.

## Mitgliedschaft
1946 wurde Lindblad in die American Academy of Arts and Sciences und 1949 in die Académie des sciences gewählt. 1951 wurde er zum korrespondierenden Mitglied der Göttinger Akademie der Wissenschaften gewählt, 1955 zum Mitglied der National Academy of Sciences.

## Auszeichnungen
- 1948 Goldmedaille der Royal Astronomical Society
- 1949 Jules-Janssen-Preis
- 1954 Bruce Medal
- Ein Krater auf dem Mond ist nach ihm benannt und trägt den Namen Lindblad[4].
- Der Asteroid (1448) Lindbladia ist nach ihm benannt.[5]